# Stefan Gasser
Stefan Gasser (* 11. Januar 1960 in Friedrichshafen) war von November 2004 bis November 2023 Richter am deutschen Bundessozialgericht.
Nach Beendigung seiner juristischen Ausbildung trat Gasser zunächst in den höheren Verwaltungsdienst des Freistaats Bayern ein. Nach einer Abordnung an das sächsische Staatsministerium für Soziales wurde er Richter am Sozialgericht München, ab 1994 am Sozialgericht Dresden. Von 1996 bis 1997 war er an das Bundessozialgericht als wissenschaftlicher Mitarbeiter abgeordnet, ehe er zum Richter am Landessozialgericht in Chemnitz ernannt wurde.
1998 übernahm er als Direktor, ab 2000 als Präsident die Leitung des Sozialgerichts Dresden.
Im November 2004 nahm Gasser seine Tätigkeit als Richter am Bundessozialgericht auf, in dessen 6. Senat er zunächst tätig war. Seit 1. September 2009 war er stellvertretender Vorsitzender des 13. Senats. Ab Oktober 2017 war er wiederum im 6. Senat tätig. Ab Januar 2020 gehörte er dem 5. Senat (Gesetzliche Rentenversicherung) an. Gasser trat am 30. November 2023 in den Ruhestand.